# Tomasz Strahl
Tomasz Strahl (ur. 30 grudnia 1965 w Cieplicach Śląskich) − polski wiolonczelista, od 2024 rektor Uniwersytetu Muzycznego Fryderyka Chopina.

## Życiorys
Studiował w klasie wiolonczeli Kazimierza Michalika w Akademii Muzycznej w Warszawie (dyplom 1989). Następnie studiował u Tobiasa Kühne na rocznych studiach podyplomowych w Hochschule für Musik und Darstellende Kunst w Wiedniu. Doskonalił się na kursach mistrzowskich w Weimarze, Łańcucie i w Warszawie u Miloša Sadlo, Daniiła Szafrana i Romana Jabłońskiego. Pracował pod kierunkiem Krzysztofa Jakowicza pogłębiając swą wiedzę o kameralistyce.
Występował z Wielką Orkiestrą Symfoniczną Polskiego Radia, Orkiestrą Filharmonii Narodowej, Polską Orkiestrą Kameralną, Orkiestrą Kameralną Polskiego Radia „Amadeus”, Polską Orkiestrą Radiową, Sinfoniettą Cracovią, orkiestrą kameralną Concerto Avenna oraz niemal ze wszystkimi orkiestrami filharmonicznymi w Polsce, pod batutą takich dyrygentów, jak Agnieszka Duczmal, Mirosław Jacek Błaszczyk, Łukasz Borowicz, Tomasz Bugaj, Henryk Czyż, Philippe Entremont, José Maria Florêncio Junior, Czesław Grabowski, Jerzy Kosek, Jerzy Maksymiuk, Wojciech Michniewski, Marcin Nałęcz-Niesiołowski, Krzysztof Penderecki, Marek Pijarowski, Paweł Przytocki, Zygmunt Rychert, Jerzy Salwarowski, Tadeusz Strugała, Jerzy Swoboda, Tadeusz Wojciechowski i Sławek A. Wróblewski. 
Współpracuje z Krzysztofem Jakowiczem oraz Kwartetem Wilanów i Kwartetem Śląskim, Royal String Quartet, Kwartetem Prima Vista.
Jest wraz pianistą Krzysztofem Jabłońskim współzałożycielem duetu Chopin Duo. W 1993 wykonywał koncert wiolonczelowy Witolda Lutosławskiego w obecności kompozytora pod dyrekcją Mirosława Jacka Błaszczyka. 
W 2005 roku wystąpił w polskim prawykonaniu II Koncertu wiolonczelowego Piotra Mossa na Festiwalu Prawykonań wraz z Narodową Orkiestrą Symfoniczną Polskiego Radia. Koncertował w Finlandii, Szwajcarii, Niemczech, Czechach, Austrii, Hiszpanii, Wielkiej Brytanii, na Ukrainie i Białorusi, w Kuwejcie i Izraelu oraz Kanadzie i Japonii.
Tomasz Strahl prowadzi kursy mistrzowskie w Polsce, Holandii, Finlandii, Niemczech i Japonii. Od 2001 ma tytuł profesora. Prowadzi klasę wiolonczeli w Uniwersytecie Muzycznym Fryderyka Chopina w Warszawie. Był prodziekanem, a w 2012 został wybrany na dziekana Wydziału Instrumentalnego na Uniwersytecie Muzycznym Fryderyka Chopina na czteroletnią kadencję.
Dokonał wielu nagrań dla Polskiego Radia, CBC Radio w Kanadzie i Telewizji Polskiej. Jego dyskografia liczy szereg płyt z muzyką solową i kameralną nagrywaną dla wielu wytwórni w kraju i za granicą.
1 września 2024 roku objął stanowisko rektora Uniwersytetu Muzycznego Fryderyka Chopina.

## Dyskografia
- 1994 − Fryderyk Chopin - utwory kameralne na wiolonczelę; wytwórnia Pony Canyon[5]
- 1996 − Antheil, Bruzdowicz: Sonatas (wyk. Tomasz Strahl, Bogusław Jan Strobel, Robert Szreder) wytw. Pavane Records
- koncerty wiolonczelowe Carla Philippa Emanuela Bacha, Concerto Avenna / dyr. Andrzej Mysiński, wytw. CD Accord
- 2001 − Dobrzyński - Kwintety smyczkowe F−dur i a−moll (z Kwartetem Wilanów), Acte Préalable
- 2003 − „Astor Piazzolla - Tango”, wytw. Sony Classics - Nagroda Fryderyk
- Koncert wiolonczelowy Lutosławskiego z towarzyszeniem Orkiestry Filharmonii Śląskiej pod dyrekcją Jerzego Swobody, nagr. Polskie Radio Katowice
- 2004 − Twardowski, Koncerty fortepianowe i wiolonczelowe, The Chopin Youth Orchestra / dyr. Sławek Adam Wróblewski, wytw. Acte Préalable
- 2006 − Anna Danuta Jastrzębska - Chamber Music (soliści, Camerata Vistula / dyr. Piotr Zawistowski, Chór Sine Nomine) wytw. DUX
- 2006 − Stanisław Moryto - Koncert wiolonczelowy, Szostakowicz: Koncert skrzypcowy nr 1; Moravian-Silesian Chamber Orchestra / Błaszczyk, wytw. DUX
- 2007 − Weronika Ratusińska: Chamber Music, DUX
- 2010 – Weronika Ratusińska: Works for Orchestra, DUX
- 2011 − Maciej Zieliński - Across the Millenniums (muzyka kameralna), Polskie Radio S.A.

## Nagrody w konkursach
- Laureat Konkursu Młodych Talentów w Dreźnie (1983)
- Laureat Ogólnopolskiego Konkursu Wiolonczelistów im. Dezyderiusza Danczowskiego w Poznaniu (1983)
- I nagroda na Akademickim Konkursie Wiolonczelowym w Warszawie (1987)
- I nagroda V Międzynarodowego Konkursu Muzycznego im. Nicanora Zabalety w San Sebastián w Hiszpanii (1991)

## Odznaczenia
- 2002 − Złoty Krzyż Zasługi
- 2009 − Nagroda I stopnia Ministra Kultury i Dziedzictwa Narodowego za osiągnięcia artystyczne i dydaktyczne
- 2010 − Srebrny Medal „Zasłużony Kulturze Gloria Artis”
- 2010 − Krzyż Kawalerski Orderu Odrodzenia Polski